# Liste der Monuments historiques in Saint-Nicolas-des-Biefs
Die Liste der Monuments historiques in Saint-Nicolas-des-Biefs führt die Monuments historiques in der französischen Gemeinde Saint-Nicolas-des-Biefs auf.

## Liste der Objekte
| Bezeichnung                                                                            | Beschreibung          | Standort                        | Kennzeichnung | Schutzstatus | Datum | Bild |
| -------------------------------------------------------------------------------------- | --------------------- | ------------------------------- | ------------- | ------------ | ----- | ---- |
| Skulptur des heiligen Petrus (Foto in der Base Palissy)                                | Holz, 17. Jahrhundert | in der Kirche St-Nicolas (Lage) | PM03000459    | Classé       | 1965  |      |
| Skulptur des heiligen Joseph mit Kind (Foto in der Base Palissy)                       | Holz, 18. Jahrhundert | in der Kirche St-Nicolas (Lage) | PM03000458    | Classé       | 1965  |      |
| Skulptur des Johannes des Täufers (Foto in der Base Palissy)                           | Holz, 18. Jahrhundert | in der Kirche St-Nicolas (Lage) | PM03000460    | Classé       | 1965  |      |
| Skulptur Christus am Kreuz (Fotos in der Base Palissy)                                 | Holz, 17. Jahrhundert | in der Kirche St-Nicolas (Lage) | PM03000461    | Classé       | 1965  |      |
| Skulptur des heiligen Nikolaus mit den Scholaren im Salzfaß (Foto in der Base Palissy) | Holz, 18. Jahrhundert | in der Kirche St-Nicolas (Lage) | PM03000462    | Classé       | 1979  |      |